# Carl Ernst Bagge von Boo

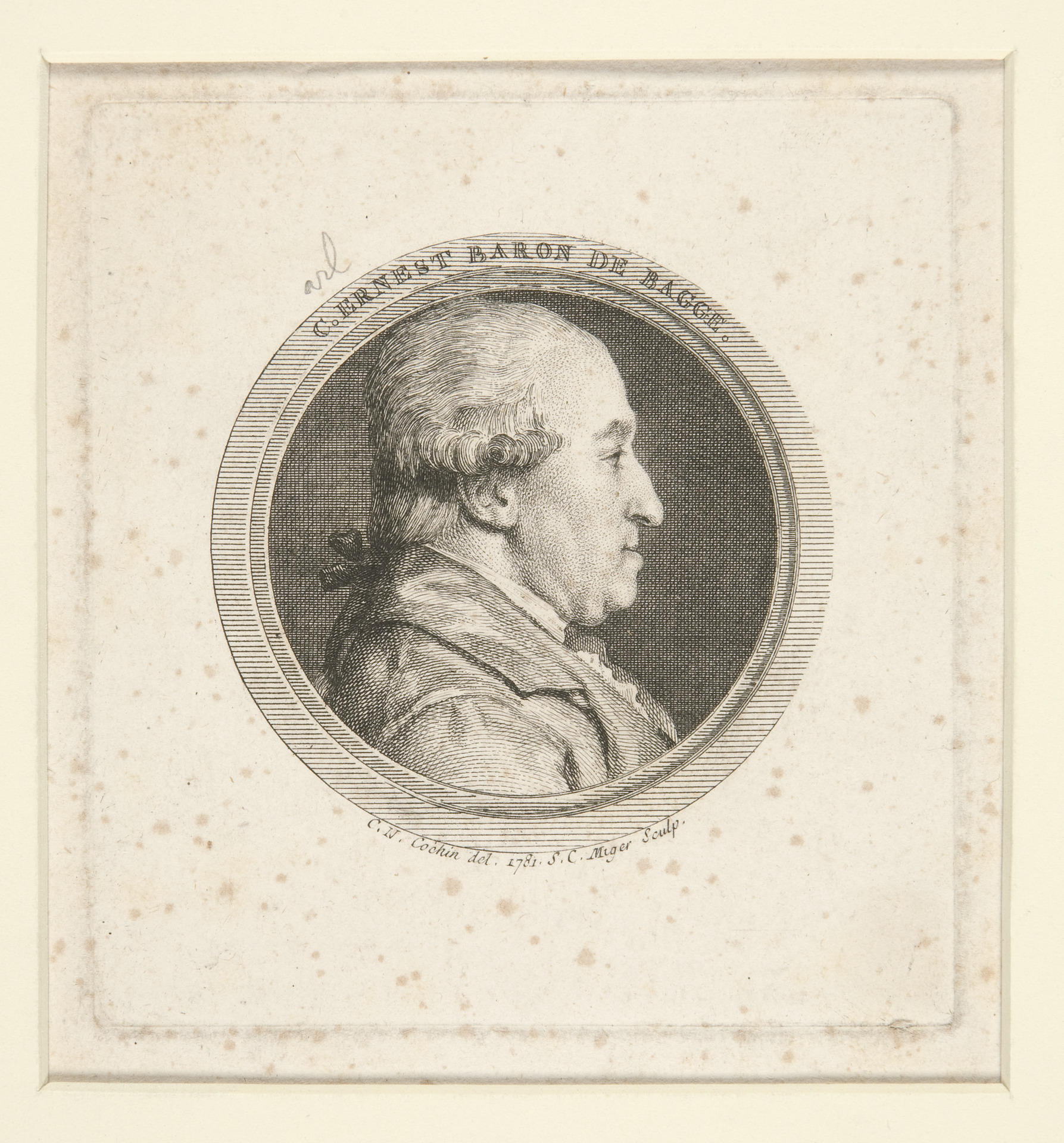
Carl Ernst Bagge von Boo

Carl Ernst Bagge von Boo, bekannter unter seinem französischen Namen Charles Ernest baron de Bagge (* 4. Februar 1722 in Fockenhof, Kurland; † 24. März 1791 in Paris) war ein schwedisch-baltischer Komponist, Musiker und Mäzen aus dem Herzogtum Kurland und Semgallen. Er war seit 1790 preußischer Kammerherr und lebte etwa von 1750 bis 1782 teilweise und ab 1782 bis 1791 ständig in Paris.

## Leben und Ausbildung
Carl Ernst war Schüler von Giuseppe Tartini. Er kam 1750 nach Paris und wurde zu einem Mäzen im Dienste der Musik. Er konzertierte mit namhaften Musikern und pflegte deren Kontakte. Zu diesen gehörten zum Beispiel Nicolas Capron, Pierre Gaviniès, François-Joseph Gossec, André-Noël Pagin, Federigo Fiorillo, Giovanni Giornovichi, Dieudonné-Pascal Pieltain, Giovanni Battista Viotti, Luigi Boccherini und Rodolphe Kreutzer. Zur musikalischen Weiterbildung war er 1778 in England, 1784 in Wien und von 1789 bis 1790 am preußischen Hofe, wo er als Kammerherr König Friedrich Wilhelm II. diente. Er kehrte 1790 nach Paris zurück und starb im gleichen Jahre unter mysteriösen Umständen. In seinem Bekanntenkreis wurde das Gerücht von einer Vergiftung verbreitet.

## Musiker
Seine musikalischen Fähigkeiten werden wie folgt beschrieben: „Er spielte schlecht Bratsche und noch schlechter Violine, hielt sich aber für einen Virtuosen ersten Ranges und behauptete eine ganz neue Methode des Violinspiels erfunden zu haben, welche in einem Auf- und Niederglitschen mit demselben Finger auf den Seiten, ohne alle weitere Applicatur, bestanden haben soll…“

## Kunstmäzen
Er war nicht nur als Musikfreund bekannt, sondern galt als ein echter Kenner und Liebhaber der Künste. Er zeichnete sich durch Sachwissen aus, glänzte durch Geschmack und Urteil und war ein begehrter Kunstberater. In seinem Hause am Place des Victoires pflegte er gut besuchte Konzerte zu geben. Er unterstützte, soweit es seine Mittel zuließen, die Kunst und Künstler.

## Familie
Carl Ernst B. war ein Nachkomme aus der schwedisch-baltischen Adelsfamilie Bagge von Boo. Er war der Sohn des kurländischen Kammerjunkers Carl Bagge von Boo (1671–1747), der in zweiter Ehe mit Flora Charlotte Ferber (1695–1750) verheiratet war. Carl Ernst heiratet Josephine Maudry († 1763), deren Ehe kinderlos war.

## Werke

### Über Baron de Bagge
Der Baron von B.  ist eine kurze musikalische Erzählung von E. T. A. Hoffmann, die im sechsten Abschnitt des dritten Bandes der Sammlung „Die Serapionsbrüder“ 1820 bei G. Reimer in Berlin erschien. Der Text war am 10. März 1819 in der „Allgemeinen Musikalischen Zeitung“ vorabgedruckt worden. Aus einem Brief des Verfassers an Friedrich Rochlitz sind die drei Protagonisten bekannt. Hinter dem Baron von B. verbirgt sich der königlich preußische Kammerherr Baron Karl Ernst von Bagge. 

### Bericht von Leopold Mozart
Leopold Mozart begegnete Baron Karl Ernst Bagge in Paris und schrieb in seinen Reiseaufzeichnungen:

„Ich muß dem Wolfgang eine Abbildung oder eigens eine Schilderung vom Baron Bache oder Bagge (ich weiß selber nicht, wie er sich schreibt) machen. Er ist, soviel[67] ich weiß, ein armer Baron aus Preußen oder den Orten und hat sich in Paris mit einer sehr reichen Hutmacherstochter verheiratet. Nach der Hand sind allerlei Zwistigkeiten zwischen ihnen herausgekommen, und nachdem wir nach Hause zurück sind, so sind die zwei Eheleute in Abscheulichkeiten und solche Prozesse miteinander verfallen, daß, wie ich hörte, die Frau gar in ein Kloster soll sein gesteckt worden. Er ist ein passionierter Liebhaber der Musik. Er hat immer Konzerte in seinem Hause gegeben, und gibt sie vielleicht noch. Dazu hatte er einige Leute, als zwei Waldhornisten (darunter war Heina), zwei Hautboisten, einen Kontrabaß, die er für allezeit bezahlte, ihnen aber wenig gab; sie konnten es aber tun, weil es etwas Beständiges ist. Im Übrigen behalf er sich mit allen den fremden Virtuosen, die alle zu ihm kamen, da sie sich in der fremden Stadt bei ihm Rats erholten und [durch ihn] in weitere Bekanntschaft kommen konnten. Selbst die Pariser Virtuosen kommen öfters hin; einige, wenn sie etwas Neues haben, solches allda probieren können; andre um dort fremde Musikstücke zu hören, weil er sich sehr um neue Musikalien bewirbt; und endlich kommen sie auch dahin, um Gelegenheit zu haben, neue fremde angekommene Virtuosen zu hören“

### Kompositionen von Baron Bagge (Auswahl)
- Konzert für Violine in mehreren Instrumenten
- Sechs Quartette concertanto für zwei Violinen, Viola und Bass
- Violinkonzert für mehrere Instrumente
- 3. Synfonie für Violine, Flöte und Fagott
- Kantate zur Thronbesteigung Friedrich Wilhelm II. von Preußen[8]